# The Trail of the Wild Wolf
The Trail of the Wild Wolf  è un cortometraggio muto del 1916 diretto da Robert F. Hill.

## Produzione
Il film fu prodotto dall'Independent Moving Pictures Co. of America (IMP).

## Distribuzione
Distribuito dall'Universal Film Manufacturing Company, il film - un cortometraggio della durata di venti minuti - uscì nelle sale cinematografiche USA l'11 febbraio 1916.